# Ursula Nienhaus
Ursula Nienhaus (* 21. Dezember 1946 in Haldern; † 17. April 2020) war eine deutsche Historikerin. Sie war eine Mitgründerin des Frauenforschungs-, -bildungs- und -informationszentrums (FFBIZ) in Berlin und leitete bis 2011 das FFBIZ-Archiv.

## Leben
Ursula Nienhaus war die Tochter eines Arbeiters und einer Landarbeiterin und Hausfrau. Von 1951 bis 1955 besuchte sie die Volksschule und von 1955 bis 1966 das Gymnasium in Haldern. Nach dem Abitur studierte sie Deutsch, Geschichte, Pädagogik und Philosophie an den Universitäten Köln, Bonn und Tübingen. 1972 legte sie das erste Staatsexamen ab. Das Thema ihrer Examensarbeit war Michael Bakunin und seine Haltung gegenüber Russland.
Von 1972 bis 1973 studierte sie ein Jahr am Archiv für die frühe Sowjetunion an der Stanford University in Kalifornien. Darauf folgte von 1974 bis 1975 ein Aufbaustudium (Russisch und Soziologie) in Tübingen. 1976 wurde sie mit einer Dissertation zu Revolution und Bürokratie, Staatsverwaltung und Staatskontrolle in Sowjetrussland 1917–1924 promoviert.
1976 bis 1979 war Nienhaus als wissenschaftliche Assistentin an der Technischen Universität Berlin tätig, wo sie Kontakte zur Frauenbewegung bekam. 1978 gründete sie gemeinsam mit Barbara Duden, Gisela Bock, Claudia Bernadoni und anderen das Frauenforschungs-, -bildungs- und -informationszentrum (FFBIZ) in Berlin. Bis 2011 war sie dort kontinuierlich als wissenschaftliche Mitarbeiterin und Leiterin des FFBIZ-Archivs tätig. Schwerpunkte ihrer Arbeit waren Forschung, Bildungsveranstaltungen und die Archivierung von Sammlungen und Nachlässen. Sie baute eine der größten Sammlungen zur Frauenbewegung ab den 1970er Jahren auf.
Parallel zu ihrer Tätigkeit am FFBIZ arbeitete sie noch bis 1992 als wissenschaftliche Mitarbeiterin am Landesarchiv Berlin und anderen Einrichtungen. 1993 habilitierte sie sich mit einer Arbeit über die weiblichen Beschäftigten der Deutschen Post in der Zeit von 1864 bis 1945 an der Universität Hannover. In den folgenden Jahren hatte sie Gastprofessuren an zahlreichen Hochschulen, darunter der Freien Universität Berlin, der Universität Innsbruck und der Humboldt-Universität Berlin. Ab 1994 war sie Privatdozentin für neue Geschichte und Gender studies an der Universität Hannover. Nienhaus veröffentlichte zahlreiche Monographien und Artikel zur Geschichte der Sowjetunion, zur Politik der deutschen Post, zu Frauenarbeit und zur weiblichen Polizei.
Im Ruhestand ab 2011 war sie für das FFBIZ weiterhin als Vorstandsfrau und Vereinsmitglied aktiv. Sie war zudem Mitglied und ehemalige Präsidentin des Berliner Clubs der Soroptimist International.
Nienhaus war ledig und hatte keine Kinder.

## Auszeichnungen
- 2014 Verdienstorden der Bundesrepublik Deutschland am Bande für ihr jahrzehntelanges Engagement in der Frauenforschung[4]

## Veröffentlichungen (Auswahl)
- Revolution und Bürokratie. Staatsverwaltung und Staatskontrolle in Sowjetrussland 1917–1924. R.G. Fischer, Frankfurt am Main 1980, ISBN 3-88323-175-4.
- Berufsstand weiblich. Die ersten weiblichen Angestellten. Transit, Berlin 1982, ISBN 3-88747-006-0.
- "Eine Frau mit feurigem Herzen, eine hervorragende Organisatorin" : Else Kolshorn (1873–1962) (= Dokumentationen zur neuen Frauengeschichte. Band 4). Frauenforschungs-, -bildungs u. Informationszentrum, Berlin 1992, ISBN 3-927829-03-X.
- Vater Staat und seine Gehilfinnen. Die Politik mit der Frauenarbeit bei der deutschen Post, 1864–1945 (= Geschichte und Geschlechter. Band 11). Campus, Frankfurt am Main 1995, ISBN 3-593-35281-8.
- Nicht für eine Führungsposition geeignet : Josephine Erkens und die Anfänge weiblicher Polizei in Deutschland 1923–1933. Westfälisches Dampfboot, Münster 1999, ISBN 3-89691-463-4.